# Przedsiębiorstwo Nasiennictwa Ogrodniczego i Szkółkarstwa w Ożarowie Mazowieckim
Przedsiębiorstwo Nasiennictwa Ogrodniczego i Szkółkarstwa w Ożarowie Mazowieckim sp. z o.o. – polska firma hodowlano-nasienna i jedno z największych przedsiębiorstw nasiennych w kraju. Spółka posiada ponad 130 odmian własnych warzyw, a w ofercie – ponad 1400 pozycji warzyw i kwiatów, które dedykowane są na rynek profesjonalny i hobbystyczny. PNOS powstało w 1951 roku.
W 2015 roku Przedsiębiorstwo Nasiennictwa Ogrodniczego i Szkółkarstwa w Ożarowie Mazowieckim zostało sprzedane za kwotę 13,065 mln zł. Nabywcą 100% udziałów zostało Hortico S.A. z siedzibą we Wrocławiu, pierwsza spółka z branży ogrodniczej notowana na rynku New Connect Giełdy Papierów Wartościowych w Warszawie.